# مورچه گلوله‌زن
مورچه گلوله‌زن (نام علمی: Paraponera clavata) نام یک گونه از تیره مورچگان است، که در جنگل‌های بارانی و دشتهای مرطوب  آمریکای مرکزی و جنوبی زندگی می‌کند.
وجه تسمیه نام این مورچه به این دلیل است که برخی از قربانیان، درد نیش این حشره را با شدت درد اصابت گلوله مقایسه کرده‌اند. درد گاز گرفتن این مورچه بسیار خطرناک، گاه می‌تواند از ۲۴ تا ۷۲ ساعت ادامه پیدا کند. اکنون و در شاخص درد نیش اشمیت، مقیاس درد نیش این مورچه عدد ۴ است که بالاترین شاخص در این فهرست است. بنابر اظهارات اشمیت، شدت درد نیش مورچه گلوله‌زن، همانند راه رفتن با پاهای برهنه بر روی ذغال‌های افروخته و شعله‌ور است. لنفادنوپاتی، اِدِم، تاکی‌کاردی و خون تازه که در مدفوع انسان قابل مشاهده است، از اثرات و پیامدهای نیش این مورچه است.
مورچه گلوله‌زن، تنها در آمریکای مرکزی و جنوبی یافت می‌شود و در جنگل‌های بارانی این مناطق، به ویژه در نیکاراگوئه، هندوراس و پاراگوئه قابل مشاهده است.

## طبقه‌بندی
این گونه از حشره، نخستین مرتبه در سال ۱۷۷۵ و توسط خوان کریستین فابریشز، جانورشناس دانمارکی توصیف گونه شد. اندازه این مورچه‌ها ۱۸–۳۰ میلیمتر (۰٫۷–۱٫۲ اینچ) است و سیاه و قرمز و بدون بال هستند. مورچه ملکه در این گونه، بزرگتر از مورچه‌های کارگر نیست. مورچه‌های گلوله‌زن حشرات پرخاشگری محسوب نمی‌شوند هر چند، در هنگام دفاع از لانه، شرایط کاملاً متفاوت است.